# Джордж Годжсон
Джордж Годжсон (англ. George Hodgson, 12 жовтня 1893 — 1 травня 1983) — канадський плавець.
Олімпійський чемпіон 1912 року, учасник 1920 року.